# Créchy
Créchy település Franciaországban, Allier megyében. Lakosainak száma 430 fő (2022. január 1.). Créchy Billy, Langy, Marcenat, Paray-sous-Briailles, Rongères, Sanssat és Varennes-sur-Allier községekkel határos.

## Népesség
A település népességének változása:
| Lakosok száma | 440  | 425  | 481  | 459  | 479  | 473  | 455  | 438  | 436  | 430  |
|               | 1968 | 1982 | 1990 | 2006 | 2013 | 2015 | 2017 | 2019 | 2020 | 2022 |